# Albert Wettengel
Albert Wettengel (* 31. Januar 1921 in Pohorsch, Tschechoslowakei; † 4. November 2004) war ein deutscher Politiker (SED). Er war Vorsitzender des Rates des Bezirkes Gera in der DDR.

## Leben
Wettengel, Sohn eines Kleinbauern und Landarbeiters, besuchte die Volksschule und absolvierte eine Lehre zum Schmied. Er arbeitete bis 1940 in diesem Beruf in Schaub und Horosedl (Böhmen). Von Juni 1940 bis April 1943 arbeitete er dienstverpflichtet im Reichsarbeitsdienst als Dreher und Fräser in den Junkers-Werken in Schönebeck (Elbe). Er wurde im April 1943 zum Kriegsdienst in die Wehrmacht einberufen. Im Mai 1945 geriet er als Gefreiter in US-amerikanische Kriegsgefangenschaft. Im August 1945 wurde er in Weiden in der Oberpfalz aus der Gefangenschaft entlassen. Von August bis November 1945 war Wettengel als Landarbeiter in Bayern tätig. Von November 1945 bis Juni 1946 arbeitete er als Schlosser in Schönebeck. 
Im Januar 1946 trat er KPD bei und wurde kurze Zeit später Mitglied der SED. Von Juni 1946 bis Juni 1947 besuchte er einen Lehrgang für Berufsschullehrer an der Technischen Hochschule Dresden und legte anschließend die Erste Lehrerprüfung ab. Von Juli 1947 bis August 1950 war er Lehrer an der Berufsschule in Schönebeck. Nach einem Fernstudium an der Deutschen Akademie für Staats- und Rechtswissenschaft leitete er von Juni bis August 1950 das Amt für Volksbildung beim Rat der Stadt Schönebeck. Von August 1950 bis Februar 1951 fungierte er als Bürgermeister der Stadt Schönebeck. Anschließend war er von März 1951 bis August 1952 Landrat des Kreises Weißenfels sowie von August 1952 bis Februar 1953 Vorsitzender des Rates des Kreises Eisleben. Von Februar 1953 bis 1956 war er Oberbürgermeister von Stalinstadt. 
Von 1956 bis 1959 studierte er an der Parteihochschule beim ZK der KPdSU in Moskau und schloss sein Studium als Diplom-Gesellschaftswissenschaftler ab. Vom 14. Oktober 1959 bis Mai 1965 fungierte Wettengel als Vorsitzender des Rates des Bezirkes Gera. Er wurde von der Funktion als Ratsvorsitzender wegen einer Delegierung zu einem zweijährigen Direktstudium (2. Sonderlehrgang für Parteikader) an die Hochschule für Ökonomie Berlin-Karlshorst entbunden. Er war auch Mitglied der SED-Bezirksleitung und Abgeordneter des Bezirkstages Gera. Ab 1967 war er Leiter der Verwaltung Kader beim Büro des Ministerrates der DDR.

## Auszeichnungen
- Vaterländischer Verdienstorden in Bronze (1961)
- Orden „Banner der Arbeit“ (1971)